# Ulica Alfreda Nobla w Warszawie
Ulica Alfreda Nobla – ulica na Saskiej Kępie, w dzielnicy Praga-Południe w Warszawie. 
Ulica biegnie od skrzyżowania z ul. Zwycięzców i kończy swój bieg ślepo za skrzyżowaniem z ul. Walecznych. Jej zabudowę stanowią głównie domy mieszkalne oraz kilka obiektów użyteczności publicznej, a także zabytkowy  kościół. Nazwa ulicy upamiętnia szwedzkiego wynalazcę Alfreda Nobla – wyróżnia ją to na tle nazewnictwa pobliskich ulic, które odnosi się głównie do układu geopolitycznego powstałego po I wojnie światowej.

## Przebieg i ruch uliczny
Ulica Alfreda Nobla stanowi łącznik między ul. Zwycięzców a ul. Walecznych. Znajduje się w centralnej części Saskiej Kępy, pomiędzy równoległymi do siebie ul. Jana Styki i ul. Saską. Rozpoczyna się skrzyżowaniem z ul. Zwycięzców, następnie krzyżuje się z ul. Obrońców, a swój bieg kończy ślepo za ul. Walecznych. Pomiędzy ulicami Zwycięzców a Walecznych jest jednokierunkowa – przejazd możliwy tylko w kierunku północnym. Nie przebiegają przez nią trasy komunikacji miejskiej, ani drogi dla rowerów.

## Historia
Nazwa ulicy została nadana uchwałą Rady Miejskiej Warszawy z dnia 27 września 1926.
Najstarsze zachowane domy przy ul. Nobla pochodzą z lat 30. XX wieku. Jeszcze przed wybuchem II wojny światowej rozpoczęła się budowa murowanego kościoła w pobliżu przeniesionego z Żoliborza drewnianego kościółka pw. Andrzeja Boboli, który spłonął we wrześniu 1939. W 1938 erygowano samodzielną parafię pw. Matki Bożej Nieustającej Pomocy, jednak sama świątynia zachowała pierwotne wezwanie. W czasie obrony Warszawy ulica była jednym z miejsc, w których toczyły się walki. Świadectwem z tego okresu jest m.in. przekazany do Muzeum Wojska Polskiego egzemplarz ciężkiego karabinu maszynowego ukryty wraz z dwoma hełmami piechoty przez żołnierzy (przedmioty odnaleziono w 1987).
Z czasem ulica Nobla stała się jednym z głównych skupisk zamieszkujących Saską Kępę artystów. Po II wojnie światowej swoje domy mieli tu m.in. ceramicy (np. Zofia Palowa, Wanda Gosławska), architekt wnętrz Kazimierz Kamler, czy też zajmujący się tworzeniem w szkle Władysław Zych. Największą grupę stanowili rzeźbiarze zamieszkujący w domach Spółdzielni "Kolektyw". Mieszkania i pracownie części z nich posłużyły też jako plany filmowe – w domu Józefa Trenarowskiego kręcono sceny Jeziora osobliwości Jana Batorego, a w pracowni Adama Romana – ujęcia do Człowieka z marmuru Andrzeja Wajdy.
Walory architektoniczne i historyczne ulicy wykorzystywane i eksponowane są m.in. przez firmy prywatne i organizacje pozarządowe, np. podczas organizacji spacerów z przewodnikiem, czy też akcji zwiedzania mieszkań.

## Obiekty
- Budynek przy ul. Nobla 2, zaprojektowany przez Andrzeja Gałkowskiego[10], od 1964[a] jest siedzibą Regionalnego Centrum Krwiodawstwa i Krwiolecznictwa[11].
- Dom przy ul. Nobla 7, w którym mieszkał Wacław Graba-Łęcki[12].
- Kościół św. Andrzeja Boboli w Warszawie (parafia Matki Bożej Nieustającej Pomocy) przy ul. Nobla 16, którego w latach 1938–1939 zaczęto wznosić według projektu Piotra Marii Lubińskiego i Henryka Wąsowicza, ostatecznie świątynię zbudowano według projektu Józefa Łowińskiego i Jana Bogusławskiego z lat 1948–1949. Zarówno fasada, jak i wnętrze kościoła wykazują nawiązania do architektury gotyckiej. Wnętrze kościoła zdobią m.in. malowidła ścienne autorstwa Marii i Jerzego Ostrowskich oraz rzeźby wykonane przez Tadeusza Świerczka[13]. Obiekt jest wpisany do rejestru zabytków[14]. Pod tym samym adresem działa także przedszkole Ecole Française privée Antoine de Saint-Exupéry[15].
- Dom przy ul. Nobla 17 w 1937 był willą H. Kleina, zaprojektowaną przez Maksymiliana Goldberga[12].
- Dąb przy ul. Obrońców 36/38 – dąb szypułkowy ustanowiony w 2019 roku pomnikiem przyrody[16].
- Ognisko Pracy Pozaszkolnej nr 2 przy ul. Nobla 18/26[17], dawniej – XIV Ogród Jordanowski), od 2010 posiada na terenie ogrodu nowy budynek[18], m.in. z salą informatyczną i siłownią. Konstrukcja budynku zapewnia też możliwość użytkowania jego dachu dla dzieci zjeżdżających zimą na sankach[19]. Od 2012 na terenie ogrodu rośnie następca Królewskiego Dębu (Dębu Saskiego), przed wojną znajdującego się na obszarze posesji przy ul. Francuskiej 4[20].
- Domy przy ul. Nobla 23-25 zostały zbudowane dzięki Spółdzielni "Kolektyw" zaprojektowane przez Stefana Kozińskiego[21]. Znajdowały się w nich pracownie rzeźbiarskie i mieszkania dla twórców i ich rodzin – Józefa Trenarowskiego, Adama Romana, Józefa Gosławskiego, Kazimierza Bieńkowskiego, Eugeniusza Żarkowskiego, Tadeusza Świerczka i Adama Prockiego[5].
- Domy przy ul. Nobla 27-29 – dwa szeregowe domy czterorodzinne powstałe po 1937, zaprojektowane przez Maksymiliana Goldberga[12].